# Osamu Yamaji
Osamu Yamaji (山路 修 Yamaji Osamu?,  nacido el 31 de agosto de 1929 en Hyōgo, Imperio del Japón - 26 de enero de 2021 en Kanagawa, Japón) es un exfutbolista japonés que se desempeñaba como defensa.
En 1954, Yamaji jugó para la selección de fútbol de Japón.

## Trayectoria

### Clubes
| Club           | País  | Año  |
| -------------- | ----- | ---- |
| Sumitomo Metal | Japón | ???? |

### Selección nacional
| Selección | País  | Año  |
| --------- | ----- | ---- |
| Absoluta  | Japón | 1954 |

## Estadística de equipo nacional
| Selección de Japón | Selección de Japón | Selección de Japón |
| Año                | Part.              | Goles              |
| ------------------ | ------------------ | ------------------ |
| 1954               | 1                  | 0                  |
| Total              | 1                  | 0                  |